# Accrington Football Club
Accrington Football Club foi um clube futebol inglês situado em Accrington, Lancashire, sendo esse um dos membros fundadores da English Football League.

## História
O Accrington Football Club foi fundado após uma reunião em um pub local em 1878. Os Owd Reds jogavam no campo do Accrington Cricket Club em Thorneyholme Road, que ainda é usado para esse esporte atualmente.

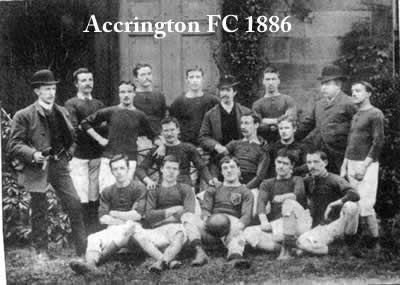
O time do Accrington de 1886.

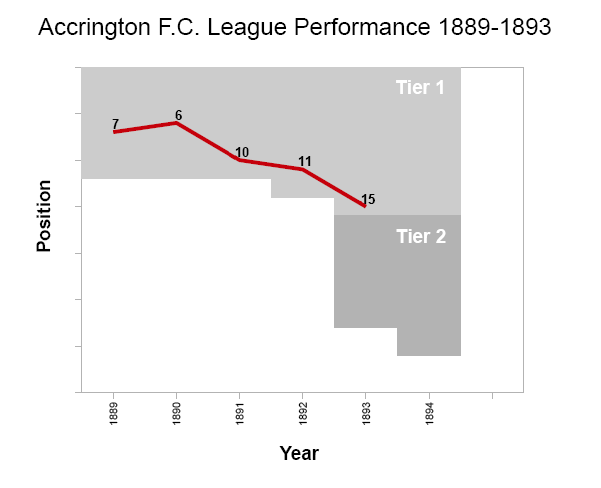
Gráfico que mostra o desempenho do Accrington desde a primeira temporada da English Football League, em 1888–89, até 1892–93, quando o time deixou a liga.

O clube fez parte da revolta contra a Football Association em 1884 por causa do profissionalismo, depois de ter sido expulso da FA no ano anterior por pagar um jogador. O clube foi uma das doze equipes originais que formaram a English Football League em 17 de abril de 1888. A melhor temporada do Accrington foi em 1889–90, quando terminou em sexto lugar na tabela. No entanto, na temporada 1892–93, a equipe terminou em décimo quinto lugar (de 16) e foi rebaixada depois de perder um jogo-teste por 1 a 0 contra o Sheffield United em Trent Bridge. O Accrington, então, renunciou à liga em vez de jogar na Segunda Divisão, tornando-se o primeiro dos clubes fundadores da Football League a deixar a liga permanentemente (o Stoke não conseguiu se reeleger em 1890, mas voltou à liga um ano depois).
Depois de sua primeira temporada na Lancashire League, o Accrington se candidatou, sem sucesso, à reeleição para a Football League. Pouco tempo depois, o Accrington F.C. teve problemas financeiros, o que acabou levando ao seu fim. O clube continuou fora da liga até 1896, quando finalmente fechou as portas após uma derrota por 12 a 0 em 14 de janeiro contra o Darwen na Lancashire Senior Cup.
Accrington não voltou a ter um time na Football League até que, em 1921-22, o Accrington Stanley da liga de Lancashire Combination (anteriormente um rival local) tornou-se membro como parte de uma grande expansão da liga.

## Histórico nas liga e na copa
| Temporada                                | Divisão                                  | Pos.                                     | J                  | V                  | E                  | D                  | GM                 | GS                 | Pts.               | FA Cup          | Notas                 |
| ---------------------------------------- | ---------------------------------------- | ---------------------------------------- | ------------------ | ------------------ | ------------------ | ------------------ | ------------------ | ------------------ | ------------------ | --------------- | --------------------- |
| 1881–82                                  | n/a                                      | n/a                                      | n/a                | n/a                | n/a                | n/a                | n/a                | n/a                | n/a                | Segunda rodada  |                       |
| 1882–83                                  | n/a                                      | n/a                                      | n/a                | n/a                | n/a                | n/a                | n/a                | n/a                | n/a                | Primeira rodada |                       |
| 1883–84                                  | n/a                                      | n/a                                      | n/a                | n/a                | n/a                | n/a                | n/a                | n/a                | n/a                | Segunda rodada  | Eliminado             |
| 1884–85                                  | n/a                                      | n/a                                      | n/a                | n/a                | n/a                | n/a                | n/a                | n/a                | n/a                | Primeira rodada | Eliminado             |
| 1885–86                                  | n/a                                      | n/a                                      | n/a                | n/a                | n/a                | n/a                | n/a                | n/a                | n/a                | Segunda rodada  |                       |
| 1886–87                                  | n/a                                      | n/a                                      | n/a                | n/a                | n/a                | n/a                | n/a                | n/a                | n/a                | Primeira rodada |                       |
| 1887–88                                  | n/a                                      | n/a                                      | n/a                | n/a                | n/a                | n/a                | n/a                | n/a                | n/a                | Terceira rodada |                       |
| 1888–89                                  | Football League                          | 7                                        | 22                 | 6                  | 8                  | 8                  | 48                 | 48                 | 20                 | Primeira rodada |                       |
| 1889–90                                  | Football League                          | 6                                        | 22                 | 9                  | 6                  | 7                  | 53                 | 56                 | 24                 | Segunda rodada  |                       |
| 1890–91                                  | Football League                          | 10                                       | 22                 | 6                  | 4                  | 12                 | 28                 | 50                 | 16                 | Segunda rodada  |                       |
| 1891–92                                  | Football League                          | 11                                       | 26                 | 8                  | 4                  | 14                 | 40                 | 78                 | 20                 | Segunda rodada  |                       |
| 1892–93                                  | First Division                           | 15                                       | 30                 | 6                  | 11                 | 13                 | 57                 | 81                 | 23                 | Segunda rodada  | Rebaixado             |
| 1893–94                                  | Lancashire League                        | 4                                        | 22                 | 11                 | 4                  | 7                  | 51                 | 39                 | 26                 | Primeira rodada |                       |
| 1894–95                                  | Lancashire League                        | 12                                       | 26                 | 10                 | 2                  | 14                 | 62                 | 63                 | 22                 | –               |                       |
| 1895–96                                  | Lancashire Combination                   | Registro eliminado                       | Registro eliminado | Registro eliminado | Registro eliminado | Registro eliminado | Registro eliminado | Registro eliminado | Registro eliminado | –               | Dissolvido em janeiro |
| Resultados de todos os tempos na Liga:   | Resultados de todos os tempos na Liga:   | Resultados de todos os tempos na Liga:   | 123                | 35                 | 33                 | 55                 | 226                | 314                | 103                |                 |                       |
| Resultados de todos os tempos na FA Cup: | Resultados de todos os tempos na FA Cup: | Resultados de todos os tempos na FA Cup: | 14                 | 5                  | 2                  | 7                  | 24                 | 29                 |                    |                 |                       |

Legenda
| Pos. | Posição       |
| J    | Jogos         |
| V    | Vitórias      |
| E    | Empates       |
| D    | Derrotas      |
| GM   | Gols marcados |
| GS   | Gols sofridos |
| Pts. | Pontos        |

## Jogadores internacionais
Durante a sua curta existência, o clube teve três jogadores selecionados para a Seleção nacional da Inglaterra:
- George Haworth - 5 partidas (1887-1890)
- Joe Lofthouse - 1 partidas (1890)
- Jimmy Whitehead - 1 partidas (1893)